# Charles Town
Charles Town è un comune degli Stati Uniti d'America, nella contea di Jefferson nello Stato della Virginia Occidentale.

## Storia

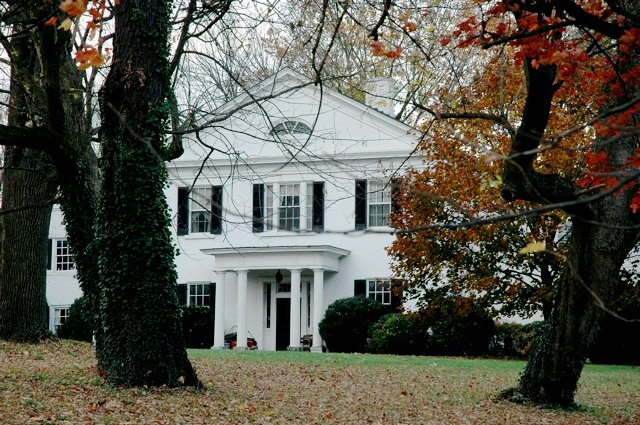
Happy Retreat, casa di Charles Washington.

Charles Washington, fondatore di Charles Town e fratello minore di George Washington, presentò la contea di Jefferson tra aprile e ottobre 1780. Nel 1786, su 80 acri (320.000 m²) del terreno confinante, predispose le strade di Charles Town, attribuendo i nomi basandosi sui suoi fratelli e sulla moglie, Mildred, donando anche i quattro lotti d'angolo all'incrocio tra George e Washington Street per erigere gli edifici pubblici. Charles Town fu ufficialmente costituita a gennaio 1787.
La contea di Jefferson fu costituita nel 1801 e la sua sede fu istituita in uno dei quattro lotti donati da Charles Washington, come la prigione, che fu demolita nel 1919 e sostituita dall'ufficio postale. Nel 1844 James W. Beller pubblicò il primo numero del giornale Spirit of Jefferson, che in seguito cambia nome in Spirit of Jefferson-Advocate. Il 2 dicembre 1859 l'attivista John Brown fu impiccato a Charles Town alla Gibson-Todd House, presente nel National Register of Historic Places; nel 1883 la Valley Telephone Company comincia a installare la linea telefonica nella contea, ponendo il suo ufficio principale a Charles Town.
La città fu anche il luogo del processo a William Blizzard, leader dei minatori di carbone che scioperavano nel 1922. Nel corso del ventesimo secolo aprì la pista automobilistica (1933) e il nuovo ospedale, il Jefferson Memorial Hospital (1975), ora parte della catena di strutture sanitarie West Virginia University Hospitals.
Nel 2006, la fondazione no-profit Friends of Happy Retreat (FOHR) comperò la vecchia casa di Charles Washington al fine di preservarla come monumento storico: ogni anno, il terzo sabato di settembre, vi si tiene un tour nel corso del Charles Town Heritage Festival. Nel 2011 fu fondata la Discover Downtown Charles Town (DDCT) per preservare, promuovere e incoraggiare la vitalità fisica, economica, sociale e culturale del centro storico.